# 東亞當斯 (北達科他州)
東亞當斯（英語：East Adams）是位於美國北達科他州亞當斯縣的一個未組織地區。

## 地方資料
東亞當斯的面積為558.74平方千米，當中陸地面積為558.42平方千米，而水域面積為0.31平方千米。根據2010年美國人口普查的數據，當地共有人口161人，而人口密度為每平方千米0.29人。